# Paredes (Aguascalientes)
Paredes es una localidad del estado mexicano de Aguascalientes. Es parte del municipio de San José de Gracia.

## Demografía
| Gráfica de evolución demográfica |
|                                  |

| Censo | Población |
| ----- | --------- |
| 1900  | 359       |
| 1910  | 377       |
| 1921  | 315       |
| 1930  | 280       |
| 1940  | 141       |
| 1950  | 334       |
| 1960  | 457       |
| 1970  | 616       |
| 1980  | 719       |
| 1990  | 1 010     |
| 2000  | 1 089     |
| 2010  | 1 017     |
| 2020  | 1 215     |